# Thazi
Thazi är en kommun i Myanmar.   Den ligger i regionen Mandalayregionen, i den centrala delen av landet, 120 km norr om huvudstaden Naypyidaw. Antalet invånare är 206 438.